# En världsomsegling under havet (film)
En världsomsegling under havet (engelska: 20,000 Leagues Under the Sea) är en amerikansk långfilm från 1954, producerad av Walt Disney och baserad på Jules Vernes roman med samma namn från 1870. Denna filmversion räknas som en tidig föregångare till ångpunksgenren.

## Handling
Det är 1868 och ett mystiskt "sjöodjur" har under en tid attackerat och sänkt fartyg utanför den amerikanska kusten, och fartyget Abraham Lincoln får i uppdrag att kontrollera och förgöra odjuret. Även Abraham Lincoln blir dock attackerat och sjunker, men tre av passagerarna överlever, och tas omhand av kaptenen på det som i själva verket är ubåten Nautilus, Kapten Nemo.
Han tar dem till fånga, för att ta dem på en resa jorden runt i sin ubåt, och visa dem att det finns en bättre värld än den ovanför ytan.

## Rollista
- Kirk Douglas - Ned Land
- James Mason - Kapten Nemo
- Paul Lucas - Prof. Pierre Aronnax
- Peter Lorre - Conseil
- Ted de Corsia - Kapten Farragut
- Robert J. Wilke - Förste styrman
- Charlton Young - John Howard
- J.M. Kerrigan - Gamle Billy

## Om filmen
Filmen hade biopremiär i USA den 23 december 1954, och Sverigepremiär den 16 september 1955.